# Odón Elorza
Odón Elorza González, né le 4 avril 1955 à Saint-Sébastien, en Espagne, est un homme politique espagnol membre du Parti socialiste ouvrier espagnol (PSOE).

## Biographie

### Parcours universitaire
Il est titulaire d'une licence en droit de l'université du Pays basque (UPV).

### Député basque
Il s'inscrit au PSOE en 1975. Pour les élections autonomiques du 26 février 1984, il est investi par le Parti socialiste du Pays basque-PSOE (PSE-PSOE) en sixième position sur la liste de Guipuscoa. Élu député au Parlement basque à 28 ans, il siège à la commission des Incompatibilités.
Il est de nouveau investi sixième de la liste dans la circonscription de Guipuscoa dans la perspective des élections autonomiques anticipées du 30 novembre 1986 et se trouve élu pour un deuxième mandat. Il continue de siéger à la commission des Incompatibilités, et rejoint également la commission des Droits humains et la commission de l'Aménagement territorial et des Transports. En octobre 1987, il intègre en plus la commission de contrôle parlementaire de radio-télévision publique EiTB, en tant que vice-président, et la commission de l'Éducation et de la Culture, quittant la commission des Droits humains.
Aux élections autonomiques du 28 octobre 1990, le PSE-PSOE le remonte en quatrième place de la liste de Guipuscoa. De nouveau élu député basque, il siège de nouveau à la commission de l'Aménagement territorial et des Transports, à la commission de l'Éducation et de la Culture, et à la commission de contrôle parlementaire de la radio-télévision publique.

### Maire de Saint-Sébastien
Il postule aux élections municipales du 26 mai 1991 en tête de la liste socialiste à Saint-Sébastien, capitale du territoire de Guipuscoa. Bien qu'il ne remporte que cinq élus et obtienne la troisième place des forces politiques, Odón Elorza est investi maire de la ville le 15 juin à 36 ans. Il obtient en effet le soutien du Parti populaire (PP) et du Parti nationaliste basque (EAJ/PNV), ce qui lui permet de recueillir la majorité absolue et succéder à Xabier Albistur, de Solidarité basque (EA). Il sera réélu au cours des quatre scrutins suivants, sans jamais obtenir la majorité absolue au conseil municipal.
Au cours des élections municipales du 22 mai 2011, il enregistre une sévère défaite en perdant plus de 8 000 voix, ce qui place la liste socialiste deuxième avec 1 675 bulletins de retard derrière celle de Bildu conduite par Juan Carlos Izagirre. Bien que l'absence de majorité absolue puisse permettre à Elorza de se maintenir au pouvoir, il annonce deux jours après le scrutin qu'il ne cherchera pas à le faire. Izagirre lui succède le 11 juin suivant.

### Député au Congrès
À peine trois mois plus tard, le 6 septembre, le Parti socialiste ouvrier espagnol l'investit tête de liste dans le territoire de Guipuscoa pour les élections législatives anticipées du 20 novembre 2011. Pour son premier mandat, il est deuxième vice-président de la commission de la Culture du Congrès des députés, membre de la commission des Finances et des Administrations publiques, et de la commission de l'Équipement. Le 11 juin 2014, il rompt la discipline de vote du groupe socialiste et s'abstient sur la loi organique permettant l'abdication de Juan Carlos Ier. Il ne sera finalement pas sanctionné par la direction du groupe.
Il est réélu député au cours des élections législatives du 20 décembre 2015 ; toujours deuxième vice-président de la commission de la Culture, il est également porte-parole adjoint du groupe socialiste à la commission des Finances et des Administrations publiques, membre de la commission de la Sécurité routière et de la Mobilité durable, et de la commission d'Étude sur le changement climatique. Il remporte un troisième mandat lors des élections législatives anticipées du 26 juin 2016, et exerce de nouveau les fonctions de deuxième vice-président de la commission de la Culture, de porte-parole adjoint du groupe socialiste à la commission des Finances et des Administrations publiques, et membre de la commission de la Sécurité routière et de la Mobilité durable. Il soutient activement Pedro Sánchez dans sa reconquête du secrétariat général fédéral du PSOE à l'occasion du 39e congrès du parti.
Il rompt une nouvelle fois la discipline de vote du groupe socialiste en novembre 2021 lorsqu'il choisit de ne pas voter en faveur d'Enrique Arnaldo, candidat conservateur proposé par le Parti populaire et accepté par le PSOE en échange du renouvellement triennal du Tribunal constitutionnel, comme l'un des deux futurs magistrats du secteur conservateur du Tribunal. En octobre 2022, il se présente aux primaires internes visant à désigner le candidat socialiste à la mairie de Saint-Sébastien en vue du scrutin municipal de mai 2023, mais il est défait par la porte-parole socialiste municipale Marisol Garmendia, qui obtient 76 % des voix. Odón Elorza, qui occupe alors les fonctions de porte-parole des élus socialistes à la commission constitutionnelle du Congrès, annonce le 30 janvier 2023 la démission de son mandat de député. Il indique, au soutien de sa décision, que ses idées « ne sont plus utiles au groupe parlementaire » et que cette démission doit s'entendre comme « un geste de loyauté envers le Parti socialiste et, en même temps, de cohérence avec [ses] idéaux ».